# 야라 토모유키
야라 토모유키(일본어: 屋良 朝幸 야라 도모유키[*], 1983년 2월 1일~)는 일본의 배우, 탤런트, 댄서, 안무가이다. 애칭은 야랏치(屋良っち)이다.

## 출연

### 무대
- 쟈니즈 판타지 KYO TO KYO (1997년 8월 7일 ~ 1998년 2월 10일)

등

### 콘서트
- TOKIO FIRST LIVE BAD BOYS BOUND (1995년 8월 ~ 9월)

등

### 텔레비전 드라마
- 전설의 교사 (2000년, 닛폰 TV)

등

### CM
- 컴뱃 (2009년)